# Hyloniscus elisabethae
Hyloniscus elisabethae là một loài chân đều trong họ Trichoniscidae. Loài này được Radu miêu tả khoa học năm 1977.